# خون مقدس
خون مقدس (به اسپانیایی: Santa Sangre) یک فیلم آوانگارد سورئال مکزیکی-ایتالیایی در ژانر ترسناک به کارگردانی آلخاندرو خودوروفسکی و نویسندگی آلخاندرو خودوروفسکی، کلودیو آرژنتو و روبرتو لئونی محصول سال ۱۹۸۹ است. داستان فیلم در مکزیک اتفاق می‌افتد و به دو بخش فلش بک و فلش فوروارد تقسیم شده‌است. داستان فیلم در مورد پسری به نام فینیکس است که در سیرک بزرگ شده و فیلم در دو دوره نوجوانی و اوایل بزرگسالی او رخ می‌دهد. انجمن سینمایی آمریکا به این فیلم برای «چندین صحنهٔ آشکار خشونت شدید» درجهٔ NC-17 داد.

## خلاصه داستان
در آغاز فیلم فردی برهنه در جایی شبیه به تیمارستان روی درختی نشسته‌است. چند پرستار به دیدن او می‌آیند که یک بشقاب غذای سنتی و یک ماهی خام به همراه دارند. هنگامی که آن‌ها تلاش به پایین کشاندن وی می‌کنند او برای ماهی پایین می‌آید. وقتی که پرستارها می‌خواهند روپوشی تن وی کنند تتویی از ققنوس روی سینه‌اش دیده می‌شود…

## بازیگران
- اکسل خودوروفسکی در نقش فینیکس
- آدن خودوروفسکی در نقش کودکی فینیکس
- بلانکا گوئرا در نقش کونچا
- گای استاکول در نقش اورگو
- تلما تیکسو در نقش زن خالکوبی شده
- سابرینا دنیسون در نقش آلما
- فاویولا النکا تاپیا در نقش کودکی آلما
- تئو خودوروفسکی در نقش مرد قواد

## تولید
روبرتو لئونی که در کتابخانه یک بیمارستان روانی کار می‌کرد و با افرادی که از اختلالات روانی رنج می‌بردند در تماس بود، داستانی دربارهٔ اختلال تجزیه هویت نوشت و آن را برای کلودیو آرژنتو تعریف کرد. آرژنتو از این داستان قدردانی و نکاتی را به آن اضافه کرد. لئونی و آرژنتو تصمیم گرفتند که داستان را به آلخاندرو خودوروفسکی که از نظر آنها مناسب‌ترین گزینه بود، ارائه دهند. پس از ساخت فیلم کوه مقدس، در سال ۱۹۷۴ از خودوروفسکی درخواست شد تا اقتباسی سینمایی بر اساس رمان تل ماسه به نویسندگی فرانک هربرت را کارگردانی کند، اما این پروژه لغو شد و به جز ساخت فیلم عاج فیل در سال ۱۹۸۰، او کارگردانی را متوقف کرد و به عنوان نویسنده کمیک در فرانسه مشغول به کار شد.
خودوروفسکی داستان لئونی را گسترش داد و همچنین داستان قاتلی زنجیره ای به نام گرگوریو کاردناس هرناندز را برای لئونی تعریف کرد که از برخی جهات شبیه به داستان او بود و با هم فیلمنامه خون مقدس را تکمیل کردند.
روبرتو لئونی اظهار داشت که ملاقات با یک بیمار در بیمارستان روانی منشأ احتمالی داستان خون مقدس بود، چرا که با گذشت زمان او داستانی را تصور کرد که در آن حتی بدترین شیطان نیز نمی‌تواند فراموش کند که یک فرشته است. در واقع شخصیت فینیکس که لئونی به همراه خودوروفسکی آن را خلق کرد، یک قاتل زنجیره ای است اما هر بار که فردی را به قتل می‌رساند به وضعیتی اسفبار تر از مقتول دچار می‌شود.

## بازخورد
این فیلم عموماً مورد استقبال منتقدان قرار گرفت و در نهایت در فهرست ۵۰۰ فیلم برتر تاریخ مجله امپایر در سال ۲۰۰۸، رتبه ۴۷۶ را از آن خود کرد. منتقدی از شبکه تلویزیونی بریتانیایی Film 4، این فیلم را به عنوان یکی از بهترین فیلم‌های خودوروفسکی توصیف کرد.
راجر ایبرت گفت که معتقد است این فیلم حاوی پیام اخلاقی مخالفت واقعی با شر می‌باشد، نه اینکه مانند اکثر فیلم‌های ترسناک معاصر از آن دفاع کند. ایبرت آن را به‌عنوان یک فیلم ترسناک و یکی از بهترین فیلم‌ها توصیف و عنوان کرد که آلخاندرو خودوروفسکی به من یادآوری می‌کند که وحشت روانی واقعی روی پرده امکان‌پذیر است و آن را می‌توان با شعر، سوررئالیسم، درد روانی و طنز شرورانه به یکباره نمایش داد.
تا تاریخ اکتبر ۲۰۲۱, این فیلم در وب سایت راتن تومیتوز بر اساس ۴۳ نقد با میانگین ۷٫۴/۱۰ امتیاز ۸۶٪ را به خود اختصاص داد. بنا بر نظرات اجمالی، این فیلم برای کسانی که با سبک آلخاندرو خودوروفسکی آشنایی ندارند ممکن است بسیار طاقت فرسا باشد، اما خون مقدس یک سفر روان‌گردان تحریک‌آمیز است که نشانه‌هایی از خشونت، ابتذال و یک مرکز اخلاقی شخصی عجیب را به نمایش می‌گذارد.